# Federació Ambientalista Internacional
Federació Ambientalista Internacional (FAI), és una ONG ambientalista fundada en 2011 a Veneçuela. És una organització sense finalitats de lucre que sorgeix amb la idea d'agrupar a les diferents organitzacions ambientalistes, ecològiques, conservacionistes i a les persones que propicien la conservació de l'ambient, per així conformar una xarxa sinèrgica, cap a un món sustentable.
La FAI va declarar que a partir de l'any 2016 se celebraria el 8 de novembre el Dia Mundial Sense Wifi, amb el propòsit de fer visibles a la gent els suposats riscos de la connexió sense fil. La celebració va dedicada especialment als professionals dels mitjans de comunicació, a professionals de la salut i als responsables del nens i adolescents. Malgrat que el consens científic, publicat entre altres per la Organització Mundial de la Salut o la ICNIRP afirma que no es poden esperar efectes adversos per a la salut per l'exposició als camps de radiofreqüència de les xarxes sense fil, Joan Carles López, director de la Federació a Espanya, va declarar que es desconeix l'impacte que provoquen les radiacions sense fils i que aquest dia mundial és una proposta perquè es canviï la connexió sense fils per connexió a cable. Segons 60 estudis realitzats, el Wifi emet molta més radiació que una antena de telefonia mòbil, i en diversos països ha sigut prohibit en escoles i llars d'infants, així com alguns governs (Estats Units, Regne Unit, Alemanya, Rússia.) han recomanat la seva reducció i el seu ús controlat. També va declarar que en el dia 4 de juny se celebraria el Dia Mundial de l'Ambientalista, com a homenatge a aquelles persones que s'han esforçat, per la seva convicció i esperit de lluita ambientalista.

## Trobades
- I trobada ambientalista internacional. Ciudad Ojeda, Zulia, Veneçuela. Del 2 al 5 de juny de 2011.[15]
- III trobada ambientalista internacional. San José Costa Rica, Costa Rica. 2013[16]
- V trobada ambientalista internacional a la universitat Alonso de Ojeda. Langunillas, Ciutat Ojeda, Zulia, Veneçuela. Del 3 al 7 de juny de 2015.[17]